# (5844) Chlupáč
(5844) Chlupáč es un asteroide perteneciente al cinturón de asteroides, región del sistema solar que se encuentra entre las órbitas de Marte y Júpiter, descubierto el 28 de octubre de 1986 por Zdeňka Vávrová desde el Observatorio Kleť, České Budějovice, República Checa.

## Designación y nombre
Designado provisionalmente como 1986 UQ. Debe su nombre a Ivo Chlupáč, un geólogo, estratígrafo y paleontólogo checo.

## Características orbitales
Chlupáč está situado a una distancia media del Sol de 2,117 ua, pudiendo alejarse hasta 2,380 ua y acercarse hasta 1,854 ua. Su excentricidad es 0,124 y la inclinación orbital 2,236 grados. Emplea 1125,65 días en completar una órbita alrededor del Sol.

## Características físicas
La magnitud absoluta de Chlupáč es 14,2. Tiene 4,287 km de diámetro y su albedo se estima en 0,241. 